# Саппоро (станция)
Станция Саппоро (яп. 札幌駅 саппоро-эки) — железнодорожная станция в японском городе Саппоро, обслуживаемая компанией JR Hokkaido. На этой станции можно использовать Kitaca (смарт-карта). На станции установлены автоматические платформенные ворота.

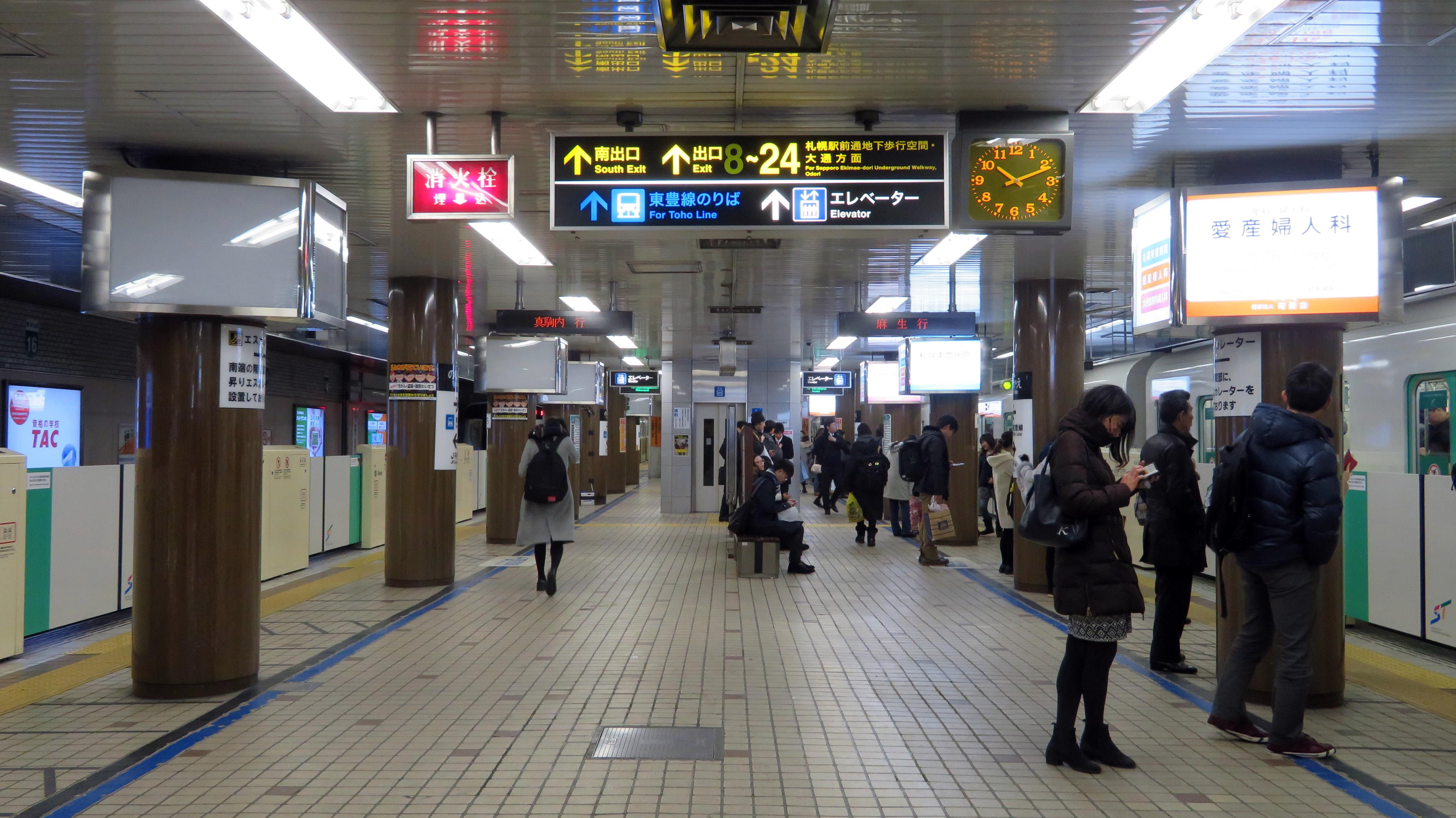
Платформа линии Намбоку

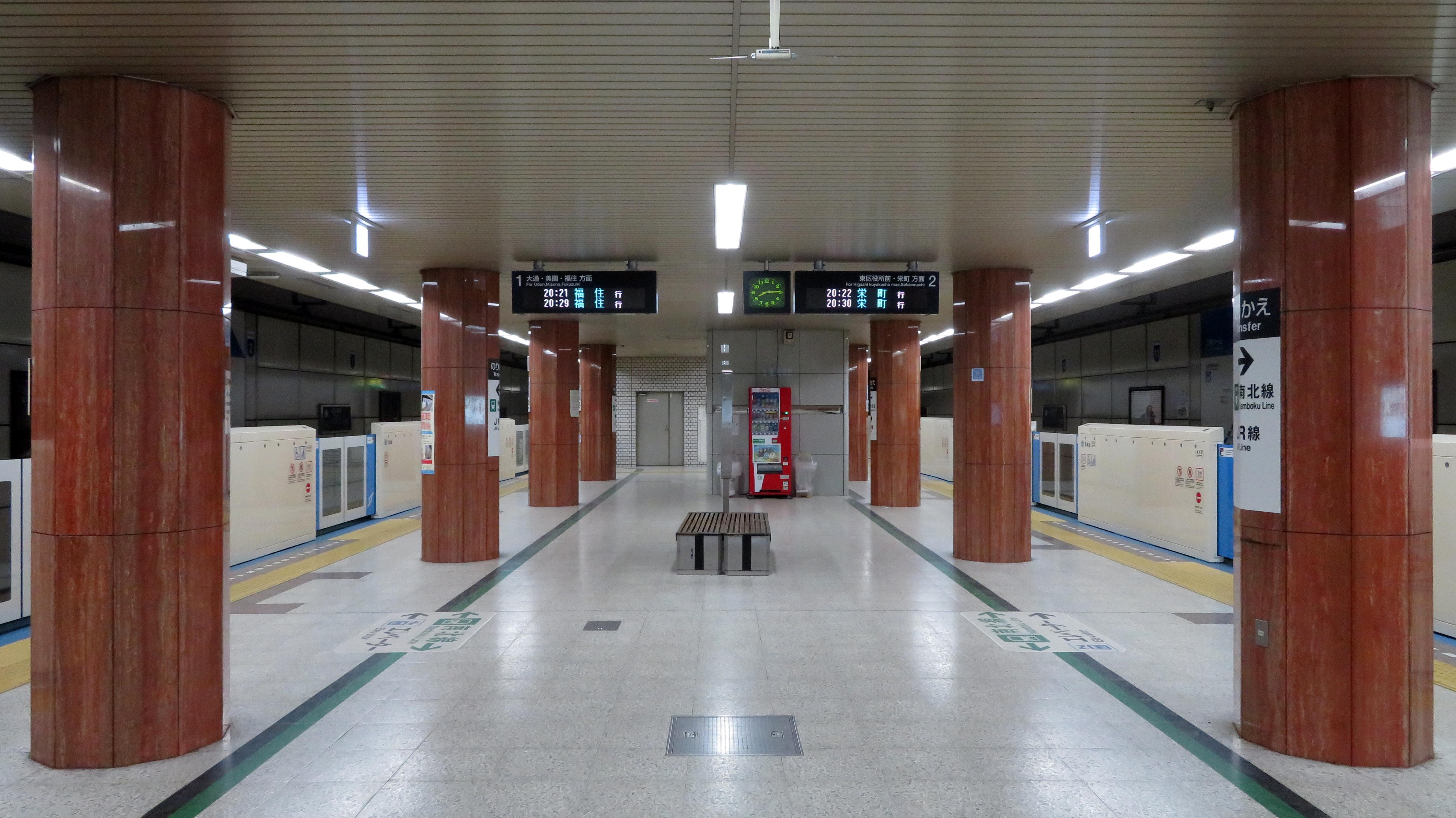
Платформа линии Тохо

Станция Саппоро является отправной точкой и конечной точкой для наиболее ограниченных экспресс-услуг, которыми управляет JR Hokkaido. Зданием железнодорожной станции является небоскрёб JR Tower, самый высокий в городе Саппоро и губернаторстве Хоккайдо..
Станция также планируется стать терминальной станцией Хоккайдо-синкансэн, которую планируется открыть в 2031 году.

## История
Станция Саппоро была открыта 28 ноября 1880 года. С приватизацией JNR она перешла под контроль JR Hokkaido. В 1971 году открылся Метрополитен Саппоро. В период между 1988 и 1990 году была построена приподнятая станция.

## Линии
- JR Hokkaido
  - Хоккайдо-синкансэн (Планируется)
  - Главная линия Хакодате
  - Линия Титосэ
  - Линия Сассё
- Саппоро Метро
  - Линия Намбоку
  - Линия Тохо

## Поезда
- Охотск ограниченный экспресс (Саппоро – Абасири)[5]
- Супер Соя ограниченный экспресс (Саппоро – Вакканай)[6]
- Саробэту ограниченный экспресс (Саппоро – Вакканай)
- Камуи ограниченный экспресс (Саппоро – Асахикава)[7]
- Сирень ограниченный экспресс (Саппоро – Асахикава)
- Исикари полубыстрое обслуживание (Отару – Саппоро – Ивамидзава)
- Нисэко быстрое обслуживание (Ранкоси, Куттян – Саппоро)
- Супер Хокуто ограниченный экспресс (Хакодате – Саппоро)[8]
- Супер Одзора ограниченный экспресс (Саппоро – Кусиро)[9]
- Супер Токати ограниченный экспресс (Саппоро – Обихиро)
- Судзуран ограниченный экспресс (Муроран – Саппоро)[10]
- Аэропорт быстрое обслуживание (Новый аэропорт Титосэ – Саппоро – Отару)

## Планировка
Станция Саппоро состоит из пяти платформ, поднятых выше уровня улицы.

### Платформы
| 2-4  | ■Линия Хакодате | на станции Тэинэ и Отару                     |
| 5-8  | ■Линия Титосэ   | на станции Новый аэропорт Титосэ и Томакомай |
| 9-10 | ■Линия Хакодате | на станции Ивамидзава и Асахикава            |
| 11   | ■Линия Сассё    | на станции Хоккайдо-Ирёдайгаку               |

#### Соседние станции
| «                      | «                      | Вид обслуживания       | »                      | »                      |
| Главная линия Хакодате | Главная линия Хакодате | Главная линия Хакодате | Главная линия Хакодате | Главная линия Хакодате |
| ---------------------- | ---------------------- | ---------------------- | ---------------------- | ---------------------- |
| Соэн                   | Соэн                   | Пригородный поезд      | Наэбо                  | Наэбо                  |
| Линия Титосэ           |                        |                        |                        |                        |
| Конечная станция       | Конечная станция       | Аэропорт               | Син-Саппоро            | Син-Саппоро            |
| Конечная станция       | Конечная станция       | Пригородный поезд      | Наэбо                  | Наэбо                  |
| Линия Сассё            |                        |                        |                        |                        |
| Соэн                   | Соэн                   | Пригородный поезд      | Конечная станция       | Конечная станция       |

### Саппоро Метро
Одна платформа островного типа и два пути.
| 1 | ■ Линия Намбоку | Одори, Сусукино, Макоманай |
| 2 | ■ Линия Намбоку | Кита-24-Дзё,Асабу          |

| 1 | ■ Линия Тохо | Одори, Мисоно, Фукудзуми |
| 2 | ■ Линия Тохо | Сакаэмати                |

#### Соседние станции
| «                  | «                  | Вид обслуживания | »             | »             |
| Линия Намбоку      | Линия Намбоку      | Линия Намбоку    | Линия Намбоку | Линия Намбоку |
| ------------------ | ------------------ | ---------------- | ------------- | ------------- |
| Кита-12-Дзё        | Кита-12-Дзё        | -                | Одори         | Одори         |
| Линия Тохо         |                    |                  |               |               |
| Кита-13-Дзё-Хигаси | Кита-13-Дзё-Хигаси | -                | Одори         | Одори         |

## Галерея

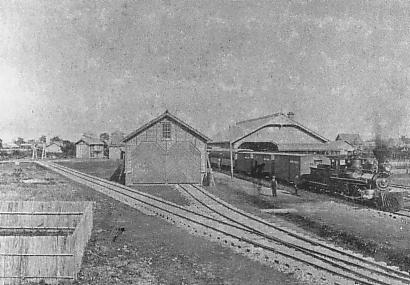
Станция в 1868–1912
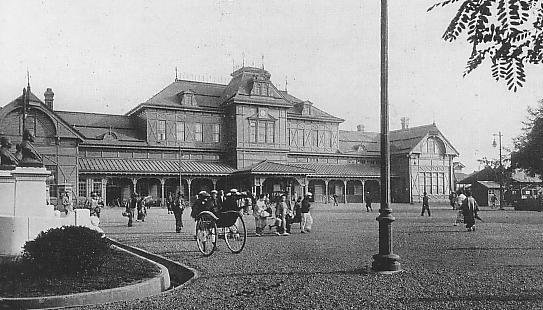
Станция в 1912–1926
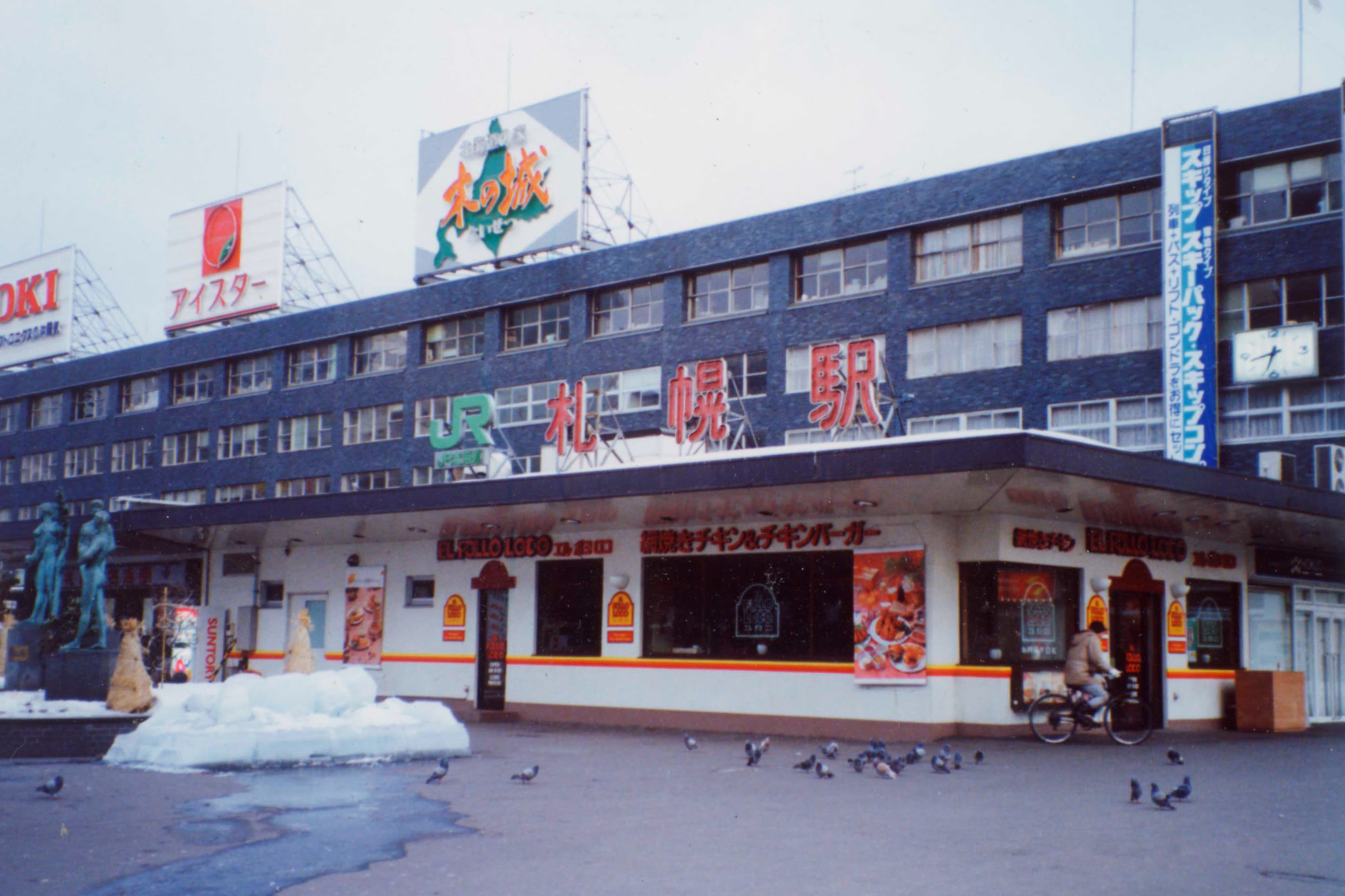
Здание вокзала в 1991
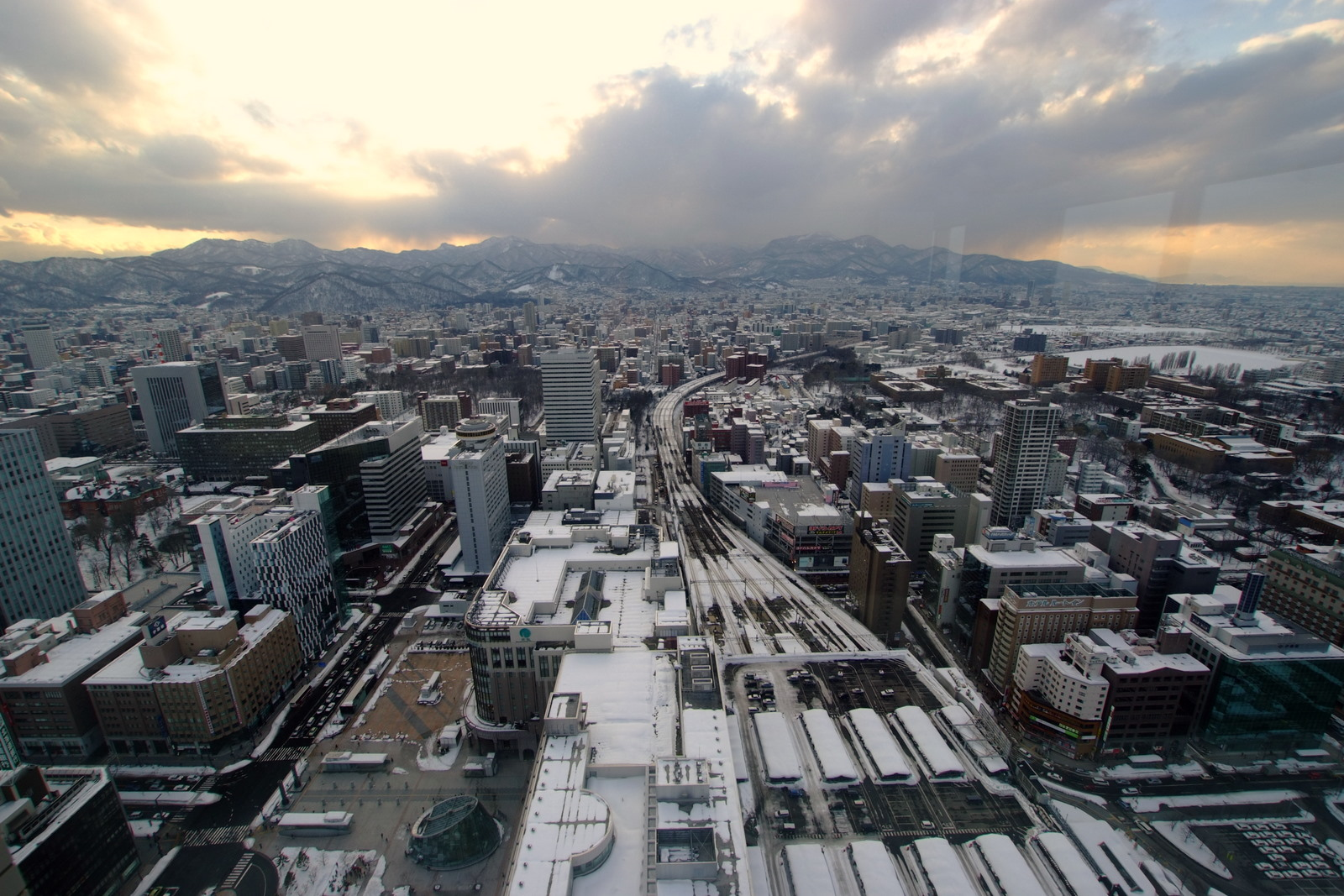
Общий вид станции
Деревянный памятник айну на станции